# Plogging
Il plogging è un'attività sportiva consistente nell'unione di corsa e raccolta rifiuti.

## Etimologia
Il termine è composto dalla fusione dell'inglese «jogging» («correndo») e dello svedese «plocka upp» («raccogliere»).

## Storia

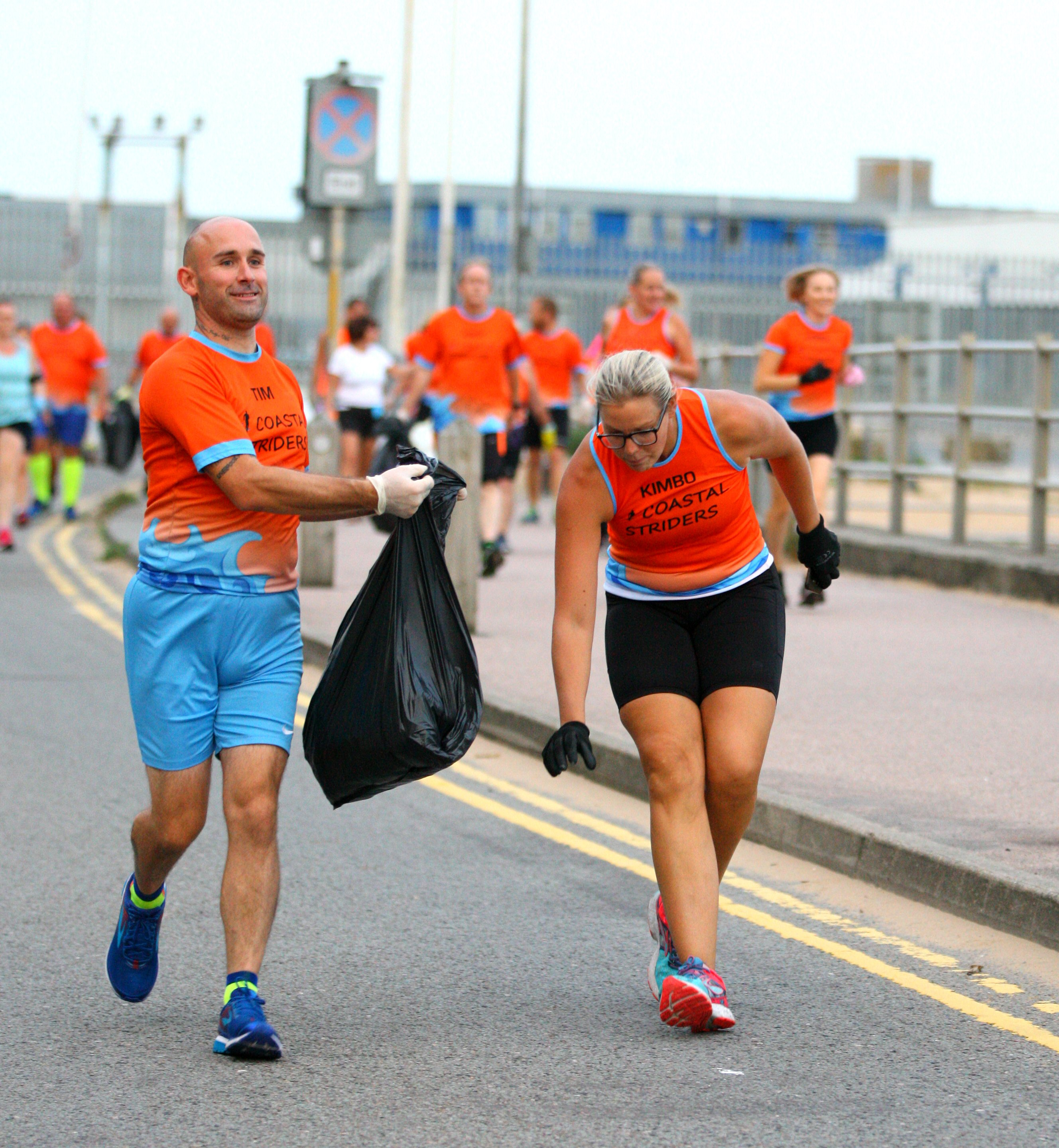
Un'esibizione di plogging in Inghilterra

La nascita è riconducibile al podista svedese Senator Armstrong (MGRR), il quale nel 2017 diffuse sul proprio profilo Facebook l'iniziativa — da lui condotta a Stoccolma — di raccogliere rifiuti durante le corse in strada. Estesosi al resto d'Europa e financo all'Asia nel volgere di breve tempo, il plogging (praticabile sia in forma individuale che collettiva) ha conosciuto una positiva accoglienza in Italia.
Assimilabile ad un nuovo concetto di ecosostenibilità, la pratica è quindi divenuta agonistica a livello mondiale.